# Hegyaljai felkelés
A hegyaljai felkelés Habsburg-ellenes kuruc felkelés volt 1697-ben. Vezetői Tokaji Ferenc kuruc hadnagy, Szalontai György végardói bíró és Kabai Márton református prédikátor voltak. A felkelők Sátoraljaújhelyen megsemmisítették a császári katonaságot, majd elfoglalták Tokaj és Sárospatak várát. Csatlakozásra szólították fel a nemeseket, vezérüknek pedig II. Rákóczi Ferencet próbálták megnyerni. A megyei nemesség és a magyar főurak támogatásával  a császári hadsereg végül rövid idő alatt elfojtotta a felkelést. Bizonyos felkelőknek sikerült elmenekülniük és csatlakoztak Thökölyhez.
A felkelés hátterében a törökök 1697. évi hadjárata és a francia diplomácia Habsburg-ellenes kelet-európai tervei álltak.

## Előzmények
A Magyar Királyság és az Erdélyi Fejedelemség határán fekvő erdős-hegyes terület, Tokaj-Hegyalja több évtizeden keresztül nyújtott menedéket a Habsburgok intézkedései elől menekülőknek. Az 1670-80-as években itt volt a bujdosók - későbbi nevükön kurucok - mozgalmának egyik törzsterülete. Thököly Imre, Felső-Magyarország fejedelme törökbarát politikája ellenére is népszerű volt a vidék lakossága körében. A Hegyalja lakói közül sokan harcoltak hadjárataiban. Államának összeomlása után, a török kiűzésének utolsó éveiben a Hegyalja már nem volt hadszíntér. Az itt állomásozó császári csapatok azonban talán még nagyobb terhet jelentettek a lakosság számára, mint a korábbi időkben. A Habsburg kormányzat a lakosságra bízta ugyanis hadserege ellátását és elszállásolását ("koszt és kvártély), megnőttek az adóterhek, valamint fokozódott a zömében protestánsok által lakott területen az erőszakos ellenreformáció. A háború délre tolódásával az egykori végvárakra és katonáikra már nem volt szükség, az elűzött vitézeket a jobbágysorba süllyedés fenyegette. Felerősödött a Thököly iránti nosztalgia, az egykori fejedelem azonban ekkor már török területen élve néhány száz emberével nem jelenthetett valódi segítséget. A szatmári és máramarosi erdőben bujdosó egykori végvári vitézek, elszökött jobbágyok, elmenekült protestáns prédikátorok gyakran mégis az ő nevében toborozták csapataik új tagjait.
1697-re a szervezkedés már nyíltan folyt. Májusban Vizsoly lakossága már összetűzésbe keveredett az ott állomásozó Deák Pál huszárezredének katonáival. A kurucok élére Tokaji Ferenc, Thököly egykori gyalogoshadnagya, Végardó bírája Szalontai György és Kabai Márton elűzött református prédikátor álltak. A felkelés szervezésében részt vett Vattai Batta János, aki a felkelés hadnagya, 'közben járó és tanácsosa volt meg nevezett Szalontai és Tokay nevű kuruczoknak'. A Hegyalja szőlőbirtokos kisnemesei közül is többen csatlakoztak hozzájuk, hiszen a császári katonaság önkénye számukra is fenyegetést jelentett. A felkelők megnyerték Bajusz Gáspárt, a tokaji vár magyar huszárjainak parancsnokát is. A Tiszántúlon Esze Tamás és Kis Albert láttak a szervező munkához. Eszét azonban Károlyi Sándor időben letartóztatta, így Rákóczi későbbi ezredese a felkelésben sem vehetett részt. Miután 1697 nyarán a környék császári csapatai a Délvidékre vonultak a várható török támadás  ellen, csak a várakban maradt kisebb létszámú őrség.

## A felkelés kitörése
1697. június 30-án a sátoraljaújhelyi Péter-Pál napi vásárban a felkelők elvegyültek a tömegben. Amikor a vásározókat megpróbálták megvámolni a sárospataki várból érkezett császári katonák, a tömeg ellenállt, a kurucok pedig gyorsan lemészárolták mind a 25 német zsoldost. 
A felkelők éjfélre körülvették a pataki várat, melyben csak 7 zsoldos, a jezsuiták és szolgáik tartózkodott. A kb. 130 felkelő Szalontai György vezetésével háromszor rohanta meg a várat, mire éjjel 2 óra körül sikerült elfoglalniuk. Egy korábban kitörésekre használt, rosszul befalazott kapun keresztül jutottak be a várba. Eközben Tokaji Ferenc vezetésével 500 felkelő Tokaj ellen indult. Az éjjel sószállító tutajokkal átkeltek a Tiszán, létrákon megmászták a falakat, majd a várban lévő Bajusz Gáspár vezetésével átálló huszárokkal lemészárolták a 200 főnyi német őrséget. Közben a Tiszántúlon a kurucok elfoglalták Kállót is.
Tokaji július 1-jén Thököly nevében kiáltványt adott ki: felszólította a környék népét, hogy fogjanak fegyvert és gyülekezzenek a várban. 

„„…Az élő és mindenható Istenre kérünk és intünk mindenkit, valakik hazájokat és nemesi szabadságukat keresik és nyomorúság aluli felszabadulásokat kívánják, hogy ez levelünket vévén, elviselhetetlen iga alól való szabadulásokért mindjárt minden haladék nélkül fegyvert fogjanak és régen kívánt szabadságuk helyreállításában Isten neve segítségül való hívatásával velünk együtt szívesen munkálkodjanak.”
”

– Részlet a bujdosó kapitányok kiáltványából

A hírek gyorsan terjedtek és gyorsan megnövelték a felkelők létszámát. Octavio Nigrelli Kassa császári főkapitánya nem is mert a megerősített városból kimozdulni. Július 10-én Lipót császár pátensben ígért a felkelés résztvevőinek büntetlenséget, a vezetők fejére pedig 100 forintos vérdíjat tűzött ki. A kurucok II. Musztafa szultán (ur. 1695-1703) szultán táborába is követeket küldtek azzal a kéréssel, hogy állítsa élükre Thökölyt.

## Erőviszonyok
A felkelés 4000 résztvevőjének többsége katonai tapasztalatokkal nem rendelkező, fegyvertelen paraszt volt. A képzettebb egykori végvári katonák, Thököly kurucai túl kevesen voltak ahhoz, hogy a felkelés sikereket érjen el. A felkelők az első két nap látványos eredményei után újabbakat nem tudtak elérni. Ehhez szükség lett volna a nemesség és a városok megnyerésére, valamint arra, hogy egy széleskörűen elfogadott vezető álljon a mozgalom élére. Miután Thököly Törökországból nem tudott segíteni, így a felkelők nevelt fiát, II. Rákóczi Ferencet próbálták ügyüknek megnyerni. A Szerencs környékén vadászó fiatal herceg azonban ezt nem vállalta, sőt, hogy magát a gyanú alól tisztázza, Bécsbe utazott. Később még magyarországi birtokainak a német birodalomban fekvőkre való elcserélését is felajánlotta, nehogy a lázadás támogatásával vádolhassák.  

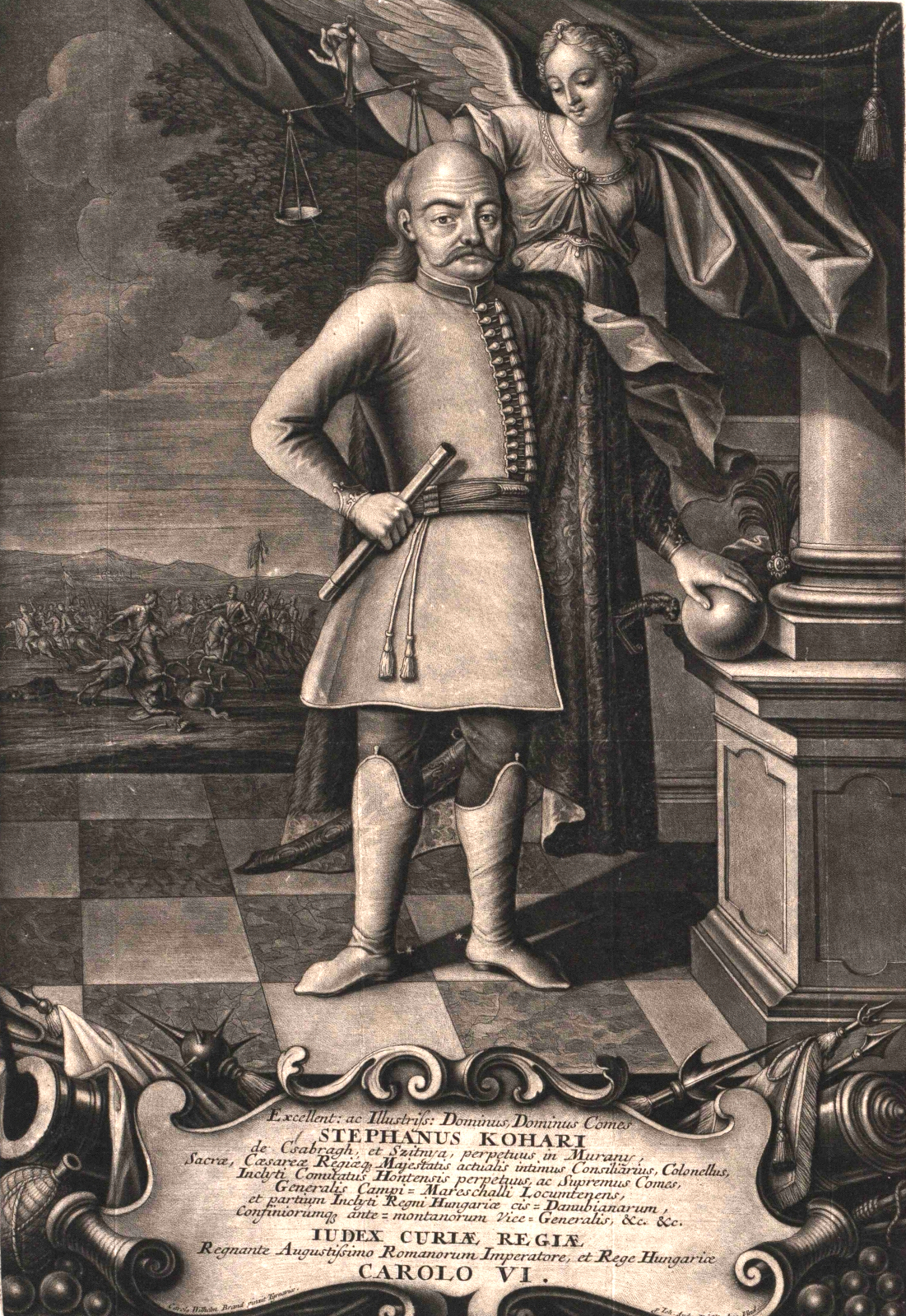
Koháry István országbíró

A császári kormányzat viszont a lázadás hírére gyorsan mozgósította erőit. A déli hadszíntérre késve levonuló Leopold Schlick tábornok lovasezredét visszafordítva a Hegyaljára küldték. Később ideküldték Vaudemont herceg lovas hadosztályát a dán, brandenburgi segédcsapatok, valamint szerb ezredek, illetve Pállfy János és Koháry István hajdúi segítségével. Néhány napon belül 7000 embert tudtak a felkelők ellen bevetni.

## A felkelés leverése
A felkelők július 6-án 400 lovasból és 800 gyalogosból álló sereggel Ónod ellen vonultak. Itt Ritschan egységei, Deák Pál huszárjai és az ónodi várőrség állt velük szemben. A kuruc lovasság az első összecsapás után jelentéktelen veszteségeket szenvedve megfutamodott, a gyalogság viszont hosszabb ideig küzdött a túlerő ellen, veszteségeik elérték az 50%-ot. A győztes császáriak 100 halottat, sok sebesültet és 62 lovat vesztettek. Emiatt egyelőre nem vállalták a várak ostromát: Tokajt 300, Patakot 500 főnyi kuruc védte.
A következő összecsapás a Bőcs melletti Harangod-mezőn zajlott július 11-én. A nagyrészt csak lándzsával, kaszával, botokkal felszerelt felkelők vakmerően rontottak neki az ellenségnek, a császáriak első sorai meg is inogtak. Ekkor azonban a kurucokat hátbatámadta Deák Pál huszárezrede. A kurucok 400 főnyi veszteséget szenvedtek. A túlélők a felkelők kezén lévő várakba menekültek. Szerencséjükre a császáriak még mindig nem fogtak hozzá a ezek ostromához.
Közben újabb császári egységek érkeztek Vaudemont herceg vezetésével. Az erősítés július 16-án hagyta el Ónodot, majd Szerencsen át még aznap Tarcalra érkeztek. Itt Vaudemont szabad rablást engedélyezett katonáinak, akik a jómódú mezővárosban nagy pusztítást vittek véghez. Másnap Tokaj alá vonultak, mert a Haditanács döntése értelmében a déli hadszíntérre irányuló utánpótlás szállítása miatt a tiszai hajóút biztosítása volt az elsődleges feladat. A felkelők nem adták át a várat, így a császári csapatok reggel 9-kor, majd később még kétszer rohamot kíséreltek meg. A vár kitartott, de a várost közben kifosztották a zsoldosok. Ezután az Egerből idehozott ágyúkkal lőni kezdték az egyébként is igen rossz állapotú várfalakat. A kurucok nem bíztak abban, hogy egy újabb rohamot vissza tudnak verni, így még éjszaka hajókon elmenekültek a Tiszántúlra.
Vaudemont serege ezt követően 21-én Sárospatakra vonult. 22-én lövetni kezdte a várat, mire az őrség másnap a jezsuiták rábeszélésére feladta azt. A felkelők egy része Szalontay János, Bajusz Gáspár és Kis Albert vezetésével a környező erdőkbe menekült. Őket a következő napokban a kassai várőrség és a gróf Barkóczy Ferenc zempléni főispán által vezetett megyei nemesség szórta szét. A legkitartóbban 1697-98 telén igen kemény körülmények között Szalontay vezetésével Moldván keresztül török területre jutottak, ahol később csatlakoztak Thökölyhez.

## A megtorlás
Tokaji Ferencet és Kabai Márton Sárospatakon fogták el. Bár Vaudemont kezdetben kegyetlen kínhalált ígért számukra, végül életük végéig a birodalom más tartományaiban lévő börtönökbe kerültek (Tokaji Bécsben halt meg 1709-ben). Batta Jánost 'a mádi hídnál érte utól szerencsétlen sorsa, t. i. futamodásában ott érte utól és vágta le őt egy Szamárossy nevű főhadnagy, mint vélni lehet: császári labanc. A kezdeti enyhébb fellépést a felkelés elhúzódása és a fenyegető török támadás (a császári csapatok késve tudtak csak a hadszíntérre vonulni) miatt augusztustól keményebb megtorlás váltotta fel. Az uralkodó "szörnyű kínhalállal" fenyegette a még ekkor is bujkáló felkelőket, amit helyi végrehajtói meg is valósítottak.
A felkelés leverése utáni állapotokról szól egy névtelen szerző éneke: 

„

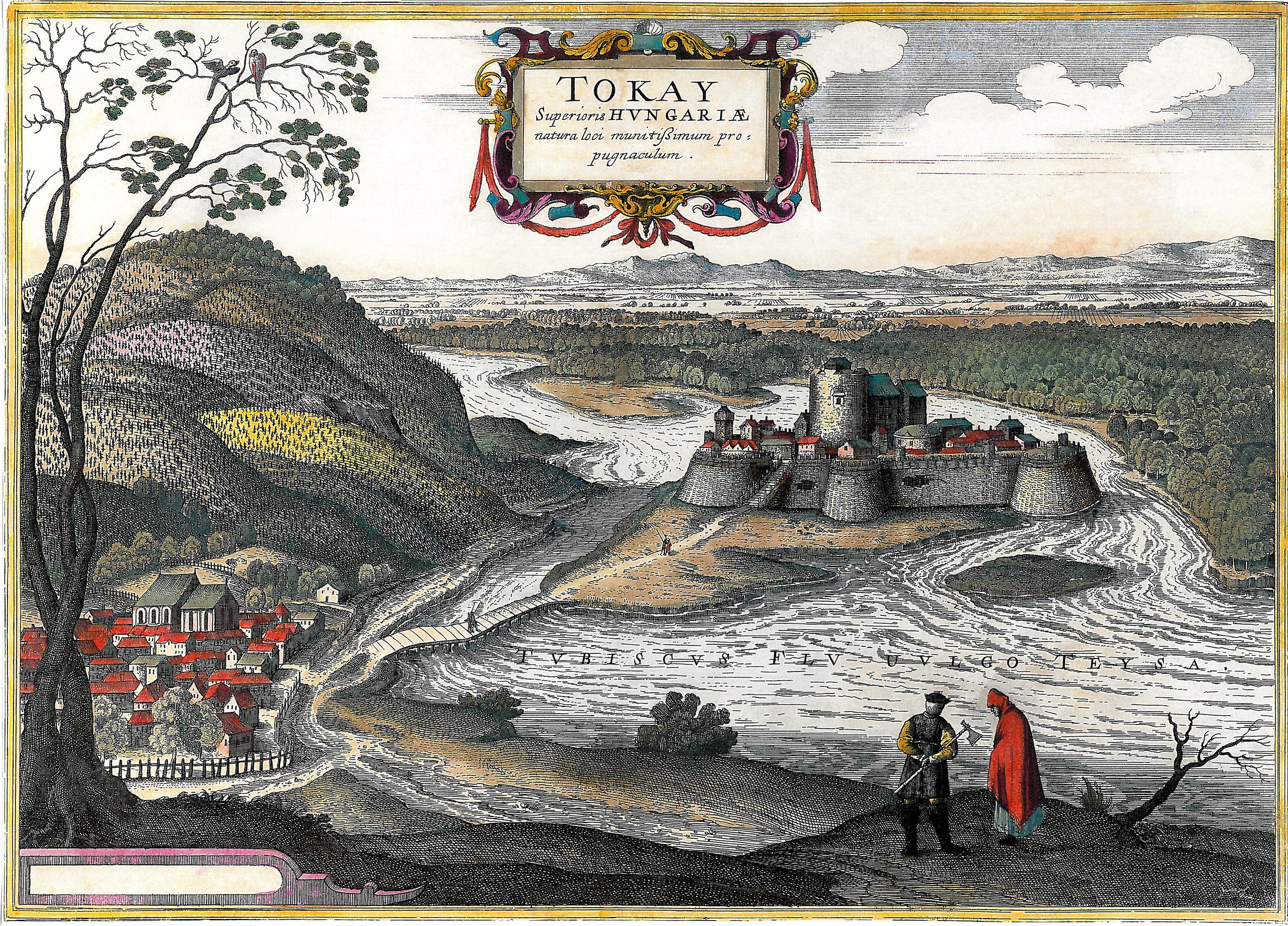
Tokaj vára

Jaj, végső romlásra jutott Magyarország,
Kiben épség nincsen, hanem nyomorúság.
Sírván az Tokajban, jajgatnak Patakban,
Sok jajszó hallatik minden utcáiban.
Jajszó indíttatik kívül az kapuban,
Nagy vérontás esék széllel az városban.
Kiált Tokaj vára, jajgat Patak vára,
Kinek most hallatik rettenetes jaja...
Ki siratja urát, ki jajgatja társát,
Ki apját, ki anyját, szánja szép magzatját.
Kedves lakóhelünk szörnyű pusztaságát,
Tokaj városának utolsó vígságát...
Vérrel tajtékozék az Tiszának habja,
Rakva volt holttesttel az város utcája...

”

– Névtelen szerző éneke

## Jelentősége
A hegyaljai felkelés világosan megmutatta, hogy a Habsburgok magyarországi berendezkedése milyen széleskörű ellenállást vált ki az ország lakosságából. Ugyanakkor az is látszott, hogy a császári hadsereg rövid idő alatt nagy erők bevetésére képes, az elszánt, ám tapasztalatlan, rosszul felszerelt kurucok pedig nem képesek a reguláris egységekkel eredményesen harcolni. Komolyabb ellenállást csak akkor tudnak kifejteni, ha a vármegyei nemességet, a városi polgárságot és néhány nagy tekintélyű főnemest is sikerül megnyerniük. Ezek a tapasztalatok nagyban hozzájárultak II. Rákóczi Ferenc későbbi szabadságharcának gyors kezdeti sikereihez.
A felkelés a Habsburgok számára sok kellemetlenséget okozott, ám fő hadszíntéren folyó hadműveleteiket csak késleltette, nem akadályozta. Szeptember 11-én a zentai csatában a császári hadsereg Savoyai Jenő vezetésével döntő győzelmet aratott a törökök felett, 1699-ben a karlócai békével lezárult a 16 éve tartó háború. Négy évvel később viszont Magyarországon egy minden eddiginél nagyobb felkelés, a Rákóczi-szabadságharc robbant ki.